# Сюледжик
Сюледжик (на турски: Sülecik) е село в Източна Тракия, Турция, част от околия Селиолу на вилает Одрин.

## География
Селото се намира североизточно от Одрин.

## История
В XIX век Сюледжик е малко село в Одринската кааза на Одринския вилает на Османската империя. Според „Етнография на вилаетите Адрианопол, Монастир и Салоника“, издадена в Константинопол в 1878 година и отразяваща статистиката на населението от 1873 година, Селеджек (Seledjek) има 16 домакинства и 63 мюсюлмани.